# Kalīnīno
Kalīnīno är en ort i Kazakstan.   Den ligger i oblystet Almaty, i den sydöstra delen av landet, 1 000 km sydost om huvudstaden Astana. Kalīnīno ligger 963 meter över havet och antalet invånare är 1 831.
Terrängen runt Kalīnīno är platt åt sydost, men åt nordväst är den kuperad. Terrängen runt Kalīnīno sluttar söderut. Runt Kalīnīno är det mycket glesbefolkat, med 5 invånare per kvadratkilometer. Det finns inga andra samhällen i närheten. Trakten runt Kalīnīno består i huvudsak av gräsmarker.